# Sévry
Sévry település Franciaországban, Cher megyében. Lakosainak száma 62 fő (2022. január 1.). Sévry Charentonnay, Chaumoux-Marcilly, Couy és Lugny-Champagne községekkel határos.

## Népesség
A település népessége az elmúlt években az alábbi módon változott:
| Lakosok száma | 78   | 69   | 57   | 71   | 79   | 75   | 62   | 58   | 56   | 62   |
|               | 1968 | 1982 | 1990 | 2006 | 2013 | 2015 | 2017 | 2019 | 2020 | 2022 |